# Nuvvostanante Nenoddantana
Nuvvostanante Nenoddantana (znany też jako NVNV) (telugu: నువ్వొస్తానంటే నేవొద్దంటానా) to indyjski dramat rodzinny i miłosny wyreżyserowany w  2005 roku w języku telugu przez Tamila Prabhu Deva. W filmie główne role odtwarzajają tamilscy aktorzy Siddharth Narayan i Trisha Krishnan. Muzykę skomponował Devi Sri Prasad, piosenki cieszyły się ogromną popularnością w Indiach (w Andhra Pradesh). Tematem filmu jest gotowa do poświęceń miłość mężczyzny do kobiety, ale także miłość brata do siostry. Z miłości bohater z dnia na dzień wyrzeka się tego, jak żył dotychczas, porzuca swoją rodzinę, godzi się na morderczy trud, do którego nie był przyzwyczajony. Z miłości brat bohaterki gotów jest zrezygnować z wolności. Istotą tej miłości jest ofiara ze swojego życia złożona ukochanej osobie.

## Fabuła
Po śmierci matki Sivaramkrishna (Srihari) samotnie wychowuje swoją siostrę Siri, ciężko pracując na farmie. Są dla siebie wszystkim. Brat wychowuje siostrzyczkę w szacunku dla pracy, dla rodziny, pomaga jej się wykształcić, a gdy ta dorasta, zastanawia się nad znalezieniem dla niej człowieka, który jako jej mąż przejąłby opiekę nad Siri (Trisha Krishnan). Piękna, dorosła już dziewczyna wyjeżdża do miasta na ślub swojej przyjaciółki ze szkoły Lality. Pomagając jej w przygotowaniach do ślubu, poznaje rozpieszczonego powodzeniem u dziewczyn lekkoducha Santosha (Siddharth Narayan). Chłopak, syn bogatych Hindusów zamieszkałych w Londynie, przyjechał na ślub do rodziny. Niewinność i naiwność wiejskiej dziewczyny najpierw go bawi, potem wzrusza, a wreszcie wzbudza w nim miłość. Siri drażni początkowo zbyt pewny siebie chłopak, ale gdy odkrywa jego wrażliwość i czułość, też się w nim zakochuje. Jednak ich miłość musi przejść swoją próbę. Matka Santosha i rodzina Lality są przekonani, że dziewczyna uwodzi Santosha, aby wkupić się w bogatą rodzinę. Pod jego nieobecność Siri i jej dopiero przybyły na ślub brat, zostają upokorzeni przez gospodarzy domu i matkę Santosha. Poniżeni opuszczają w pośpiechu dom weselny.

## Obsada
- Siddharth Narayan – Santosh
- Trisha Krishnan – Siri
- Srihari – Sivarama Krishna (brat Siri)
- Geetha – Janaki (matka Santosha)
- Prakash Raj – Prakash (ojciec Santosh)
- Prabhu Deva – gościnnie
- M.S. Raju – gościnnie

## Muzyka i piosenki
Piosenki do filmu skomponował Devi Sri Prasad.
- Niluvadhamu – Karthik i Sumangali

- Something Something – Tippu

- Ghal Ghal Ghal Ghal – S.P. Balasubramaniam

- Padam Kadalanantunda – Sagar

- Paripoke Pitta – Mallikarjun i Sagar

- Chandrullo Unde Kundellu – Shankar Mahadevan

- Adire Adire – Jassie Gift i Kalpana